# 最大起飞重量
最大起飞重量（Maximum Take-Off Weight，简写MTOW，同時也被稱作"MGTOW"或"MTOM"），是因设计或运行限制，航空器能够起飞时所容许的最大重量。最大起飞重量是航空器的三种設計重量限制之一，其餘兩種是最大無燃料重量和最大著陸重量。
最大起飛重量是機身、燃料、貨物和乘员重量的總和，飛行前，飛機的總重會被計算出來。飛行員會根據總重計算飛機所需的起飛速度并确保总重在最大起飛重量以下。

## 原理
起飛時航空器必须能產生大於航空器本身重力的升力，才能使航空器离开地面升空。由於航空器只能產生有限的升力，因此航空器本身的總重必須受到限制，以保障能够正常起飞离地。
在实际应用中，最大起飞重量还要受其他因素的限制，如跑道长度、大气温度、起飞平面气压高度和越障能力等。在确定民用航空器最大审定起飞重量时需要满足一定的适航标准，一般在國際民航組織规定的國際標準大氣条件下测定。在這個情況下，即使在達到V1速度後一具引擎熄火，飛機都必須能夠安全起飛。

## 限制因素
最大起飞重量受以下幾個因素影響：
- 機身設計 - 飛機本身重量和氣動設計
- 引擎種類和推力 - 機翼能產生多少升力是取決於空氣流過機翼的速度。一具高推力引擎可以令飛機加速更快和有更高的速度。
- 氣壓- 較高的氣壓可以令機翼產生更多升力。

以上因素決定了飛機的最大許可起飛重量。但還未計算起飛時的環境因素，包括：
- 機場高度（气压高度）- 气压高度变化伴随着空气密度变化，密度变化会使发动机性能和机翼效能发生变化。
- 氣溫 - 气温升高会导致空气密度变小，令发动机效率降低。
- 跑道長度 - 跑道长度会影响飞机离地前的可用加速距离，如果跑道过短，飞机有可能没有足够时间加速到预期起飞速度。
- 跑道狀況 - 跑道面有積雪或凹凸不平就會產生較多阻力令飛機加速較緩慢。
- 障礙 - 如果机场起落航线上有障碍物，那么最大起飞重量还要受进一步限制，必须保证航空器有足够的越障能力。例如，在跑道前方有山丘的情况下，飛機在起飛後必須能够快速爬升以越過山丘。

如果環境限制比較嚴重，那就需要施加一個「受限制的最大起飛重量」（Regulated Maximum Take-Off Weight，簡稱RTOW）。
同一款型號的飛機，可以有多種审定的最大起飛重量。一家航空公司可以以額外成本，選購並取得較大的最大起飛重量批核。部份的航空公司，若不需要較大的最大起飛重量，可以選取較低的起飛重量版本，以減少購買飛機的成本。

## 外部連結
- CAA data terms definition （页面存档备份，存于）
- Maximum Take-Off Weight (MTOW) （页面存档备份，存于） - SkyBrary